# Mehmet Tarhan
Mehmet Tarhan (* 1978) ist ein kurdischer Regierungsangestellter mit türkischer Staatsbürgerschaft, der wegen Wehrdienstverweigerung inhaftiert wurde. Tarhan wurde zum maximalen Strafmaß einer vierjährigen Haftstrafe in einem Militärgefängnis verurteilt. 2006 wurde er nach mehreren Monaten Gefängnisaufenthalt wieder freigelassen.
Mehmet Tarhan war bereits Ende Oktober 2001 entschlossen, die Einberufung zur türkischen Armee abzulehnen, und veröffentlichte eine Pressemitteilung, in der er jede Form von Gewalt verurteilte.

## Wehrdienstverweigerung
Während seiner Zeit als Regierungsangestellter arbeitete Tarhan mit den zwei LGBT-Organisationen KAOS GL und Lambda Istanbul zusammen. Der homosexuelle Tarhan erklärte, dass seine sexuelle Orientierung das Motiv für seine Infragestellung des Militärdienstes gewesen sei.
Das türkische Militär bewertet Homosexualität als eine „psychosexuelle Krankheit“. Es verlangt laut Tarhan „rektale Untersuchungen“ und fotografische Nachweise von Geschlechtsverkehr, um Homosexualität anzuerkennen. Die internationale medizinische Gemeinschaft befolgte damals das „Diagnostic and Statistical Manual of Mental Disorders“ (DSM-IV-TR Ausgabe 2000 (aktualisiert DSM-5 2013 und dann DSM-5-TR 2023)). In diesem Handbuch wird Homosexualität nicht in der Liste der psychischen Störungen aufgeführt.
Tarhan wollte nicht als „krank“ klassifiziert werden und strebte stattdessen an, als Wehrdienstverweigerer zu gelten. Das brachte ihm die Gefängnisstrafe ein.

## Prozess und Verhaftung

### Verurteilungen
Tarhan wurde im April 2005 verhaftet und wegen Gehorsamsverweigerung gemäß Artikel 88 des türkischen Militärstrafgesetzbuchs vor Gericht gestellt. Wer wegen Gehorsamsverweigerung verurteilt wird, riskiert eine Freiheitsstrafe zwischen drei Monaten und fünf Jahren.
Er wurde nach 2 Monaten im Gefängnis von Izmir freigelassen, als die Verfolger zu dem Schluss kamen, dass Tarhan genauso lange im Gefängnis verbrachte, wie er in der Armee gedient hätte.
Nach seiner Freilassung wurde er erneut zum Militärdienst gezwungen, lehnte dies jedoch erneut ab. Aufgrund seiner Weigerung wurde er zum zweiten Mal verhaftet und im August 2005 vor Gericht gestellt. August 2005 wurde er zu vier Jahren Gefängnis verurteilt jedoch im November 2005 hob das Militärberufungsgericht das Urteil mit der Begründung auf, dass die Strafe in keinem Verhältnis zum begangenen Verbrechen stehe. Im März 2006 wurde er aufgrund des internationalen Drucks auf den türkischen Gerichtshof vom Gefängnis in Sivas freigelassen.

### Misshandlungen im Gefängnis
Während des Prozesses im Mai 2005 stellten externe Beobachter Verletzungen an Tarhans Körper fest und dass er Schwierigkeiten hatte, richtig zu gehen. Im Oktober desselben Jahres wurde er gegen seinen Willen von Ärzten im Lazarett untersucht. Nach der Untersuchung seiner offenbar oberflächlichen Verletzungen (die angeblich 10 Minuten gedauert hatte) wurde ihm offenbar ein ärztliches Gutachten ausgehändigt, aus dem hervorgeht, dass an seinem Körper keine Anzeichen von Schlägen zu erkennen waren, und er wurde ins Militärgefängnis zurückgeschickt. Die Durchführung der Tests verstößt gegen das Istanbul-Protokoll, das vorschreibt, dass medizinische Untersuchungen von zivilen Ärzten durchgeführt werden müssen. Nach dem Vorfall trat Tarhan in einen Hungerstreik, um gegen die Misshandlungen gegen ihn durch die Behörden und die unmenschlichen Haftbedingungen zu protestieren. Zeugenaussagen zufolge wurde ihm das Recht verweigert, mit der Außenwelt zu telefonieren, Lesestoff und Briefe zu erhalten und außerdem durfte er bis zu 15 Tage lang keinen Besuch empfangen.
Den Aussagen seiner Schwester Emine Tarhan zufolge wurde Tarhan im Gefängnis gefoltert und wiederholt von anderen Gefangenen bedroht. Als Tarhan den Wärtern von den Misshandlungen erzählte, die er von anderen Insassen erlitten hatte, gab es keine sofortigen Maßnahmen, um seine Sicherheit zu gewährleisten. Aufgrund fehlender Sicherheitsmaßnahmen dauerte der Missbrauch an, bis Tarhans Anwalt den Missbrauch entdeckte und die zuständigen Behörden alarmierte, die einschritten, um Skandale zu verhindern.

## Reaktionen
Seine Inhaftierung rief internationale Proteste hervor, z. B. eine ausführliche Stellungnahme von Amnesty International und Aktionen der pazifistischen Organisation Refusing to Kill. Laut Amnesty International würde der Prozess gegen Artikel 14 Absatz 7 des Internationalen Pakt über bürgerliche und politische Rechte verstoßen, den die Türkei unterzeichnet hat. In dem Artikel heißt es: „Niemand darf für ein Verbrechen, für das er bereits freigesprochen oder durch ein rechtskräftiges Urteil gemäß dem Strafrecht und Verfahren des jeweiligen Landes verurteilt wurde, einem neuen Verfahren oder einer neuen Strafe unterzogen werden.“ Ein ähnlicher Fall ereignete sich 1999, wiederum in der Türkei, wo die UN-Arbeitsgruppe gegen willkürliche Inhaftierungen mit Urteil 36/1999 verfügte, dass wiederholte Einwände gegen die Wehrpflicht das gleiche „Verbrechen“ bleiben und kein neues Strafverfahren auslösen. Ebenso äußerte diese Gruppe mit dem vorangegangenen Urteil (35/1999) Kritik an den Haftbedingungen des kurdischen Führers Abdullah Ocalan.
Gegen die türkische Journalistin und Schriftstellerin Perihan Mağden wurde in der Türkei ein Gerichtsverfahren eingeleitet, nachdem sie in einer Kolumne Tarhan unterstützt hatte. Der türkische Nobelpreisträger Orhan Pamuk verteidigte sie in einem Artikel.